# Lopingium
| ❮ | System  | Serie       | Stufe         | ≈ Alter (mya) |
| ❮ | später  | später      | später        | jünger        |
| - | ------- | ----------- | ------------- | ------------- |
| ❮ | P e r m | Lopingium   | Changhsingium | 251,9 ⬍ 254,2 |
| ❮ | P e r m | Lopingium   | Wuchiapingium | 254,2 ⬍ 259,9 |
| ❮ | P e r m | Guadalupium | Capitanium    | 259,9 ⬍ 265,1 |
| ❮ | P e r m | Guadalupium | Wordium       | 265,1 ⬍ 268,8 |
| ❮ | P e r m | Guadalupium | Roadium       | 268,8 ⬍ 272,3 |
| ❮ | P e r m | Cisuralium  | Kungurium     | 272,3 ⬍ 279,3 |
| ❮ | P e r m | Cisuralium  | Artinskium    | 279,3 ⬍ 290,1 |
| ❮ | P e r m | Cisuralium  | Sakmarium     | 290,1 ⬍ 295,5 |
| ❮ | P e r m | Cisuralium  | Asselium      | 295,5 ⬍ 298,9 |
| ❮ | früher  | früher      | früher        | älter         |

Das Lopingium (auch Oberperm oder Oberes Perm, im deutschen Sprachgebrauch auch verkürzt zu Loping) ist in der Erdgeschichte die jüngste chronostratigraphische Serie bzw. geochronologische Epoche des Perm. Sie begann vor etwa 259,9 Millionen Jahren und endete vor etwa 251,9 Millionen Jahren. Ihr zeitlich voraus geht die Guadalupium-Serie (Mittelperm). Ihr nach folgt die Untertrias-Serie.

## Namensgebung
Die Serie ist nach der Stadt Leping (乐平) in der Provinz Jiangxi im südlichen China benannt, genau gesagt nach einer älteren Transkription dafür. Der Name wurde von Ferdinand von Richthofen 1883 als „Loping Coal-bearing Series“ in die Literatur eingeführt. Er bezeichnete damit jedoch ursprünglich eine lithostratigraphische Einheit. Amadeus William Grabau, der Pionier der chinesischen Stratigraphie übernahm den Begriff als „Loping Series“. Er wurde später durch eine Autorengruppe um Jin Yugan als chronostratigraphische Serie definiert.

## Definition und GSSP
Die Basis der Lopingium-Serie (und der Wuchiapingium-Stufe) das Erstauftreten der Conodonten-Unterart Clarkina postbitteri postbitteri definiert. Die Serie endet mit dem Erstauftreten der Conodonten-Art Hindeodus parvus und dem Ende der negativen Kohlenstoff-Anomalie nach dem Höhepunkt des oberpermischen Massenaussterbens. Der GSSP des Lopingiums (und des Wuchiapingiums) ist das Penglaitan-Profil entlang des Flusses Hongshui, ungefähr 20 km östlich der Kreisstadt Laibin im Autonomen Gebiet Guangxi in Südchina.

## Untergliederung
Das Lopingium ist in zwei geologische Stufen unterteilt:
- System: Perm (298,9–251,9 mya)
  - Serie: Lopingium (Oberes Perm) (259,9–251,9 mya)
    - Stufe: Changhsingium (254,2–251,9 mya)
    - Stufe: Wuchiapingium (259,9–254,2 mya)

  - Serie: Guadalupium (Mittleres Perm) (272,3–259,9 mya)
  - Serie: Cisuralium (Unteres Perm) (298,9–272,3 mya)

Regional werden weitere Stufennamen zur Untergliederung benutzt. Andere Seriennamen, die früher auch für das Lopingium Verwendung fanden sind: Tatarium und Dzhulfium. Sie haben allerdings nicht exakt die gleichen Grenzen bzw. repräsentieren nicht das gesamte Oberperm. Das Tatarium ist in überwiegend kontinentalen Sedimenten definiert und kann sehr schlecht mit dem in marinen Sedimenten definierten Lopingium korreliert werden. Das Dzhulfium entspricht im Wesentlichen nur dem Wuchiapingium. Nach Untersuchungen an Ammoniten aus der Amarassi-Formation in Timor fügte Furnish 1973 das Amarassium zwischen dem Ende des Guadalupiums und dem Beginn des Dzhulfiums ein.

## Das Lopingium in Mitteleuropa
In Mitteleuropa wurden zur Zeit des Lopingiums die obersten Teile des Rotliegend und der gesamte Zechstein abgelagert. Auch die basalen Schichten des Buntsandsteins werden noch in das oberste Lopingium datiert. Im Bereich der Ostalpen wurden der fluviatile Alpine Buntsandstein im äußersten Westen, anderweitig jedoch die Präbichl-Formation, die Mitterberg-Formation und die Gröden-Formation (Südalpen) sedimentiert. Auch der Verrucano und die Bellerophon-Formation fallen in diese Zeit.

## Fauna
Der Beginn des Lopings war von einer globalen Regression, einem Abfallen des Meeresspiegels, begleitet. Gleichzeitig kam es zu einem Massenaussterben, das als die erste Phase des globalen Aussterbeereignisses am Ende des Perms angesehen werden kann.
Dieser Einschnitt mit seinen geographischen und ökologischen Veränderungen schuf die Möglichkeit einer Radiation innerhalb verschiedener Tiergruppen, die zwar rasch erfolgte, aber gegen Ende des Perms wieder erlosch. Diese Ereignisse führten zur Festlegung des Lopingiums als eigener Abschnitt des Perms.
Ein Beispiel für eine solche Radiation ist die Entwicklung der Pareiasauridae, die innerhalb von zwei Millionen Jahren eine große Formenvielfalt hervorbrachten. Sie besetzten die ökologischen Nischen, die nach dem Aussterben der großen Pflanzenfresser aus der Familie der Caseidae, die zu den Pelycosauriern gehören, frei wurde.